# Dick Been
Dick Been (Amszterdam, 1914. december 28. – 1978. május 20.), holland válogatott labdarúgó.
A holland válogatott tagjaként részt vett az 1938-as világbajnokságon.